# Spokane Valley
Spokane Valley az Amerikai Egyesült Államok északnyugati részén, Washington állam Spokane megyéjében elhelyezkedő város. A 2010. évi népszámlálási adatok alapján 89 755 lakosa van.

## Történet

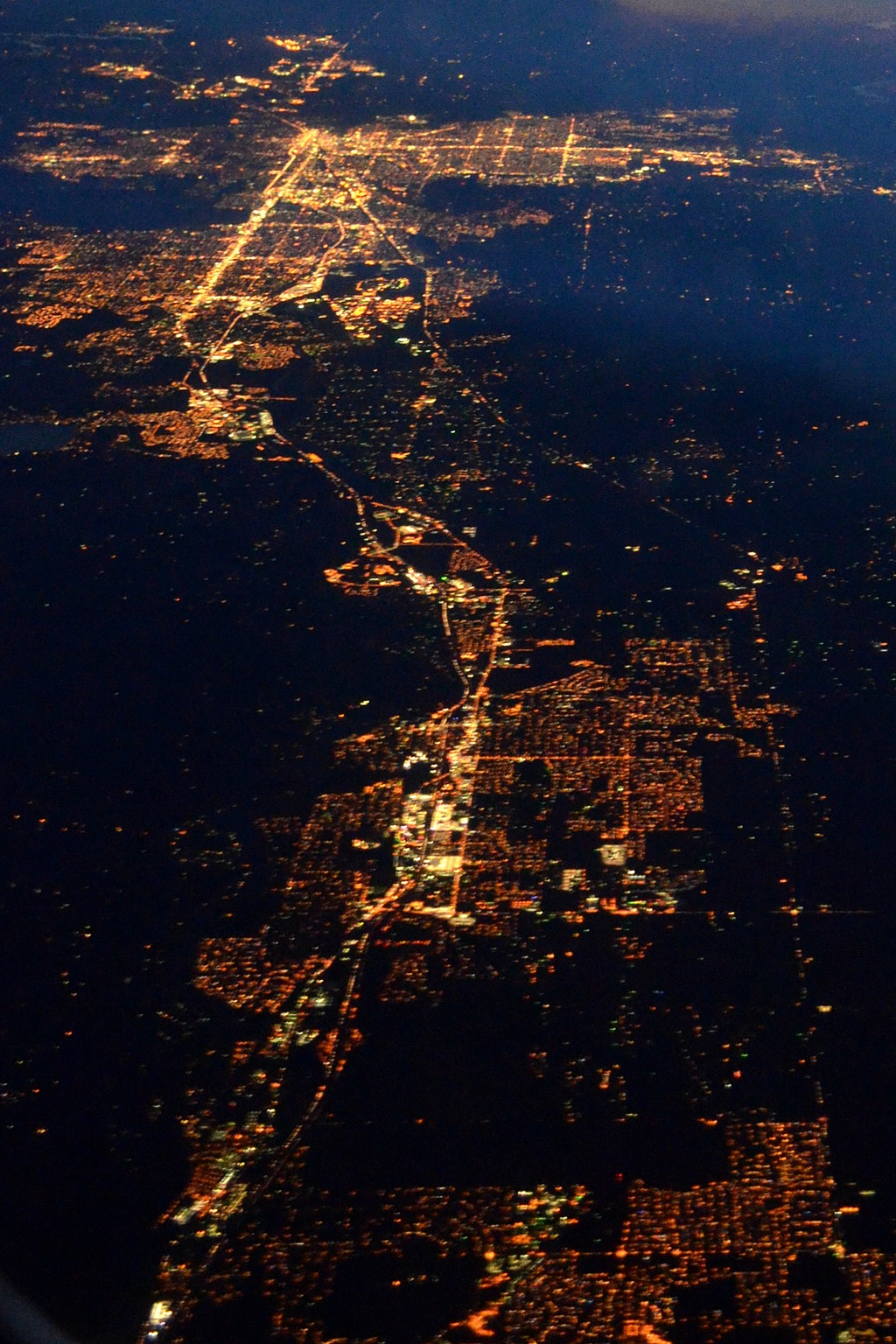
A város éjszaka

A város mai területe már régóta lakott, a magukat „Sn-tutuul-i” néven emlegető szalis indiánok éltek itt. 1783 körül a térségen átutaztak a North West Company kereskedői, akik a helyieket spokane-eknek nevezték; a szó jelentése „a nap gyermekei”. A békés spokane-ek mind a szomszédos törzsekkel, mind az ideérkező kereskedőkkel és hittérítőkkel barátságosak voltak; a vadászó-gyűjtögető életmódot folytató népcsoport tagjai főképp lazacot és prérigyertya-gyökeret fogyasztottak.
A korábbi jó kapcsolat és Spokane Garry törzsfőnök békéltető tevékenysége ellenére a spokane-ek csatlakoztak az 1857-es felkeléshez; az 1858-as csata során 800 lovuk és sátruk, valamint élelmük egy része is megsemmisült, és a Spokane folyó északi partján fekvő rezervátumba kényszerültek költözni.
Az első állandó fehér telepes az 1849-ben a folyóparton házat építő Antoine Plante, aki indián feleségével és gyermekeivel élt itt, később pedig az épületben a Hudson’s Bay Company egy kereskedőpontja működött. Plante 1850-ben elindította a folyó első kompját, amelyet a közeli Colville erőd és a hadsereg személyzete, valamint helyi bányászok használtak a Spokane folyón való átkelésre.
1862-ben A. C. „Charley” Kendall megnyitotta a térség első boltját, majd 1864-ben Joe Herring, Timothy Lee és Ned Jordan az üzlet közelében hidat emeltek, amely mellett kiépült Spokane Bridge település. 1872-ben a bolt gazdát cserélt: az új tulajdonos M. M. Cowley lett, aki a híd, egy kereskedőpont és egy szálló tulajdonjogát is megszerezte.
A századforduló előtti telepesek többsége az új vasútvonalakkal érkezett; az első transzkontinentális vasútvonalat 1883-ban nyitották meg, amely gazdasági fellendülést eredményezett. A településen később már öt vasútvonal keresztezte egymást, ezzel kereskedelmi központtá vált.
A huszadik század elején több befektető is érdeklődött a Spokane folyó és a Spokane-völgy alatti tározó vizének kinyerése iránt, mivel a környékbeli talaj túl száraz volt a műveléshez. 1889-ben a később D. C. Corbin tulajdonába kerülő Spokane Valley Land and Water Corporation egy csatornát épített a Liberty tó és a város közé, 1905-ben pedig a Spokane Canal Company egy másikat alakított ki a Newman tó és Otis Orchards között. A Modern Irrigation and Land Company a tározóból kinyert vízzel Opportunity tizenkét négyzetkilométerét látta el vízzel. Húsz év alatt 120 km2-nyi területet tettek művelhetővé, ezzel a térség népessége az 1900-as ezer főről 1922-re tízezer főre növekedett. 1911-ben a Spokane Valley Growers Union csomagolóüzemet létesített itt, amely az 1912-re már kétmillió almafával rendelkező ültetvény termését dolgozta fel.
A Spokane-völgyben az 1900-as évek elején létrejövő települések Millwood kivételével nem rendelkeztek önkormányzattal; egyes helységek ma más városok kerületeként léteznek. Trentet 1881-ben alapította a Northern Pacific Railway saját dolgozói elszállásolására, Millwood az Inland Empire Paper Mill központja volt, Dishman pedig üzleti központként működött; mások területét mezőgazdasági művelés alá vonták. Orchard Avenue, Greenacres, Otis Orchards, Opportunity, Vera (ma Veradale), Dishman, Liberty Lake, Newman Lake, East Spokane, Mica, Chester és Pasadena Park helységek 1901 és 1915 között jöttek létre; Millwood 1916-tól létezik.
A Spokane-völgyet „csodálatos” helyként hirdették. Ugyan a lakosok többsége a mezőgazdaságban dolgozott, több konzervgyár, téglagyár és fűrésztelep is működött itt, valamint a vasút is kínált munkát. A táj, a közösségek és a szabadidős tevékenységek miatt a települést „bőséges völgy” néven is emlegették. A szomszédos települések és tavak könnyen elérhetőek voltak mind busszal, mind vonattal.
Az elkövetkező években a terméssel és az öntözőrendszerekkel kapcsolatos problémák miatt sok lakos kényszerült földjének felosztására és eladására; az új telkeken lakóházak és konténerfarmok létesültek. A konténerfarmokon epret, málnát, paradicsomot, babot, borsót, dinnyét, spárgát, tököt, uborkát és „Heart of Gold” sárgadinnyét termesztettek; később a tejüzemek, baromfitelepek és szőrmefeldolgozók is megjelentek.
Ugyan a gazdasági válság miatt a munkalehetőségek száma csökkent, a helyieknek elég földjük volt a szükséges élelem megtermeléséhez. A helyi kereskedelmi kamara a lakókat szolidaritásáról biztosító molinókat helyezett ki, az utcák elnevezését pedig a spokane-i utcákra emlékeztető nevekre módosították. Mivel gyakoriak voltak a tüzek, a kamara egy helyi tűzoltóság felállítását szorgalmazta.
Spokane Valley Spokane határain belül, de attól függetlenül működött. Az első helyi újság az először 1920-ban megjelenő The Spokane Valley Herald volt. Az újság tulajdonosa, Buell Felts később repülőgép-balesetben életét vesztette, így az 1919-ben kialakított repülőteret ekkor róla nevezték el. 1908-ban villamosvonalat létesítettek Spokane Valley és a Liberty tó között; a túlsó végállomáson szórakoztató létesítményeket alakítottak ki.
A Grand Coulee-gát 1941-es elkészültével a mezőgazdaságot hamar elkezdte felváltani az ipar, mivel a létesítménnyel az áram és a víz is egyszerűen és olcsón hozzáférhetővé vált. A térségben egy alumínium-, egy cement- és egy papírgyárat is létesítettek, majd a korábbi katonai bázison kialakított ipari parkkal a könnyűipart is a régióba szerették volna csábítani, azonban az erre irányuló próbálkozások sikertelenek voltak. A cementgyár az 1950-es években bezárt.
A második világháborút követően az 1950-es években a környék népessége ugrásszerűen megnőtt, és a maradék ültetvények többségét lakóházak váltották fel, valamint megépült az első bevásárlóközpont, illetve több üzlet és étterem is létesült. Az 1950-es évek végére az almaültetvények öntözésére kiépített árkokat a lakásokat kiszolgáló csatornahálózat váltotta.
A következő évtizedekben az olcsó lakhatás és a száraz időjárás miatt megnőtt a nyugdíjasok aránya; az ő kiszolgálásukra több otthont is létrehoztak. Az 1990-es években Spokane Valley a régió leggyorsabban növő lakosságú területe volt; később a kereskedelem ugyanekkora ütemben növekedett. 1997-ben megnyílt a Spokane Valley Mall, később pedig a Mirabeau Point közösségi központ, továbbá az üzleti folyosók mentén további vállalkozások is indultak.
Spokane Valley az ötödik népszavazási kezdeményezést követően, 2003. március 31-én kapott városi rangot; ezzel a harmadik a várossá válásukkor legnagyobb népességgel rendelkező települések sorában (a georgiai Sandy Springs 2005-ös várossá válásával már a negyedik).

## Éghajlat
| Hónap                                                                       | Jan.  | Feb.  | Már.  | Ápr. | Máj. | Jún. | Júl. | Aug. | Szep. | Okt.  | Nov.  | Dec.  | Év    |
| --------------------------------------------------------------------------- | ----- | ----- | ----- | ---- | ---- | ---- | ---- | ---- | ----- | ----- | ----- | ----- | ----- |
| Rekord max. hőmérséklet (°C)                                                | 15,0  | 16,0  | 23,0  | 31,0 | 35,0 | 42,0 | 44,0 | 44,0 | 39,0  | 30,0  | 21,0  | 17,0  | 44,0  |
| Átlagos max. hőmérséklet (°C)                                               | 2,8   | 5,8   | 10,6  | 15,0 | 20,3 | 24,0 | 30,6 | 29,8 | 24,2  | 15,7  | 7,1   | 2,6   | 15,8  |
| Átlagos min. hőmérséklet (°C)                                               | −3,2  | −2,7  | −0,2  | 2,3  | 6,3  | 10,2 | 13,4 | 12,7 | 8,1   | 3,3   | −0,8  | −3,6  | 3,9   |
| Rekord min. hőmérséklet (°C)                                                | −23,0 | −19,0 | −17,0 | −4,0 | −2,0 | 3,0  | 4,0  | 4,0  | −3,0  | −11,0 | −19,0 | −23,0 | −23,0 |
| Átl. csapadékmennyiség (mm)                                                 | 49    | 29    | 49    | 31   | 38   | 42   | 10   | 13   | 15    | 28    | 49    | 59    | 412   |
| Forrás: Nemzeti Óceán- és Légkörkutatási Hivatal és The Coeur d’Alene Press |       |       |       |      |      |      |      |      |       |       |       |       |       |

## Népesség
A 2010-es népszámláláskor a városnak 89 755 lakója, 36 558 háztartása és 23 119 családja volt. A népsűrűség 918,6 fő/km2. A lakóegységek száma 38 851, sűrűségük 397,6 db/km2. A lakosok 90,9%-a fehér, 1,1%-a afroamerikai, 1,2%-a indián, 1,7%-a ázsiai, 0,3%-a a Csendes-óceáni szigetekről származik, 1,4%-a egyéb, 3,3%-a pedig kettő vagy több etnikumú. A spanyol vagy latino származásúak aránya 4,6% (3,4% mexikói, 0,3% Puerto Ricó-i, 0,1% kubai, 0,9% egyéb spanyol vagy latino származású.)
A háztartások 31,6%-ában élt 18 évnél fiatalabb. 45,6% házas, 12,2% egyedülálló nő, 5,4% egyedülálló férfi, 36,8% pedig nem család. 29% egyedül élt; 11,2%-uk 65 éves vagy idősebb. Egy háztartásban átlagosan 2,43 személy élt; a családok átlagmérete 2,99 fő.
A medián életkor 37,3 év volt. A város lakóinak 24%-a 18 évesnél fiatalabb, 9,5% 18 és 24 év közötti, 26,1%-uk 25 és 44 év közötti, 26,4%-uk 45 és 64 év közötti, 14,1%-uk pedig 65 éves vagy idősebb. A lakosok 48,9%-a férfi, 51,1%-a pedig nő.

## Infrastruktúra

### Veszélyhelyzeti ellátás
A Spokane Valley Police Department a megyei seriffhivatal legnagyobb rendőrőrse; a seriff hivatala az A&E televízió Live PD sorozatának 26 epizódjában is szerepelt.
A város tűzvédelmét 1940 óta látja el a Spokane Valley Fire Department, amely különálló entitásként működik, mivel 63 évvel Spokane Valley várossá avatása előtt jött létre. A tűzoltóság tíz telephelyéből hét Spokane Valleyben, egy Liberty Lake-ben, egy Millwoodban, egy pedig Otis Orchardsban található, emellett 2022-ben egy nyolcadik Spokane Valley-i állomás nyitását is tervezik. 2011-ben a városi tűzoltóság elnyerte a Commission on Fire Accreditation International akkreditációját, amellyel világszerte mindössze 270 szervezet rendelkezik.
A településnek mentőszolgálata nincs, a mentést és betegszállítást az American Medical Response spokane-i telephelye látja el.

### Oktatás
A település diákjai a Central Valley, a West Valley, az East Valley, valamint a Spokane Public Schools tankerületek intézményeiben tanulnak, emellett a városban több magániskola (például Valley Christian School, St. John Vianney Catholic School és The Oaks Classical Christian Academy) található. A város szakközépiskolája a Spokane Valley Tech.
Spokane Valley-ben található a Kalifornia állambeli Sacramentóban székhellyel rendelkező Carrington Főiskola egy telephelye, valamint 1913 és 1933 között itt működött a bölcsészettudományi képzéseket indító Spokane Egyetem, amelyet az 1930-as évekbeli válság miatt zártak be. Az intézmény később Spokane Valley Junior College néven rövid ideig újra működött, majd 1935-ben a Spokane Junior College-be olvadt. A második világháború alatt mind a hallgatók száma, mind a rendelkezésre álló támogatás mértéke csökkent, ezért az iskola 1942-ben a Whitworth Főiskolába (ma Whitworth Egyetem) olvadt.
A Spokane Egyetem egykori épületében 1962-től 2002-ig a University High School működött, 2005-től pedig a Valley Christian School otthona.

## Kultúra
2005. augusztus 18-án nyílt meg a térség történetét bemutató, a tárgyak mellett fotókat és dokumentumokat is kiállító Spokane Valley Heritage Museum.
A város Minor League Baseball-csapata a Spokane Indians, amely hazai mérkőzéseit az 1958-ban megnyílt, 6803 fő befogadóképességű Avista Stadionban játssza. A régióban már az 1890-es években is népszerű volt a baseball.
A Spokane County Fair and Expo Center egy tizenháromezer négyzetméternyi kiállítótérrel rendelkező rendezvényhelyszín, ahol évente számos eseményt (például a tíz napos Spokane County Interstate Fair) tartanak.
1990 óta minden szeptemberben a Mirabeau Point Park és a CenterPlace Regional Event Center ad otthont a három napos Valleyfestnek, melynek keretében futóversenyt, autóbemutatót, élőzene és szépségversenyt is rendelkeznek. A rendezvénysorozat évente több mint ötvenezer látogatót vonz.

## Fordítás
Ez a szócikk részben vagy egészben  a   Spokane Valley, Washington című angol Wikipédia-szócikk ezen változatának fordításán alapul.  Az eredeti cikk szerkesztőit annak laptörténete sorolja fel. Ez a jelzés csupán a megfogalmazás eredetét és a szerzői jogokat jelzi, nem szolgál a cikkben szereplő információk forrásmegjelöléseként.